# ATB
ATB, настоящее имя Андре Таннебергер (нем. André Tanneberger; род. 26 февраля 1973, Фрайберг, ГДР, ныне Германия) — немецкий музыкант и музыкальный продюсер, диджей, автор песен. Получил мировую известность после выхода синглов «9 PM (Till I Come)», «Don’t Stop!», «Killer». По версии журнала DJ Mag в 2012 году занимал 21 место в рейтинге диджеев. На счету Андре 10 студийных альбомов и девять компиляций из серии «The DJ In the mix».

## Биография
Андре Таннебергер родился 26 февраля 1973 года во Фрайберге, маленьком университетском городке в ГДР. Родители Андре уехали из Восточной Германии на Запад.
В конце 80-х по выходным Таннебергер часто посещал клуб «Tarm Center» в городе Бохум, чтобы послушать музыку диджея Томаса Кукулы (нем. Thomas Kukula, больше известный как General Base). В 1992 году Таннебергер решил сам заняться сочинением музыки. Его оборудование состояло из компьютера Amiga и маленького синтезатора. Томас, заметив молодого парнишку, предлагает ему поработать в своей звукозаписывающей студии, чтобы закончить начатые композиции. В студии Таннебергер использовал свой первый профессиональный синтезатор Sequential Pro One, что дало ему идею назвать свой первый проект Sequential One.

### Sequential One
В феврале 1993 года Таннебергер под именем Sequential One выпускает дебютные синглы «Dance» и «Let Me Hear You». Синглы принесли свои небольшие финансовые плоды — у Таннебергера появилась возможность организовать свою мини-студию. В 1994 году состав проекта увеличился на 3 участника: в группу пришли Ульрих Поппельбаум (нем. Ulrich Poppelbaum), Вуди ван Эйден (нидерл. Woody van Eyden) и вокалистка Морфа (нем. Morpha). В начале 1995 года на лейбле House Nation выходит первый альбом Sequential One «Dance».
После большого успеха в Германии, Sequential One постепенно становились известными и в других странах Европы. Второй альбом «Energy» помимо Германии, также был выпущен в Нидерландах, Австрии, Швейцарии и Венгрии. Несмотря на успехи и возрастающую популярность двое участников проекта — Вуди ван Эйден и Морфа — всё же покинули его в 1998 году. В группе остались только Таннебергер и Поппельбаум. В 1999 году Sequential One прекратил своё существование. Но, незадолго до распада, Таннебергер успел выпустить последний сингл «Angels» и альбом лучших работ группы «Decades».

### ATB
В конце 1998 — начале 1999 года под именем ATB на лейбле Kontor Records вышел дебютный сингл «9 PM (Till I Come)», получивший признание. Во все важнейшие международные рейтинги попали и следующие два сингла «Don’t Stop» и «Killer». Последний является переработкой классики композитора Adamski. Огромный успех этих трёх хитов вдохновил Таннебергера на создание своего первого альбома «Movin’ Melodies».
Вскоре ATB стал известен не только как автор музыки, но и как автор ремиксов. Треки таких музыкантов, как A-Ha, Ayla, Blank & Jones, Bob Marley, DJ Bossi, Enigma, Fun Factory, Future Breeze, Haddaway, Interactive, Kosmonova, Miss Jane, Moby, Outhere Brothers, Red 5, Sash!, U96, William Orbit, Zhi-Vago и другие, были переработаны им в танцевальных вариантах.
Одновременно Таннебергер совместно с DJ Mellow D, Schiller, Sunbeam, Talla 2XLC и Taucher организовывал проект Trance Allstars, союз восьми продюсеров и диджеев, чей первый альбом «Worldwide» вышел в 1999 году, а в 1998 году Андре, Вуди и Spacekid открывают собственную звукозаписывающую компанию Clubbgroove Records.
Через год после релиза «Movin’ Melodies» вышел второй студийный альбом «Two Worlds» состоящий из двух дисков: первый — танцевальный «The World Of Movement», второй — расслабляющий «The Relaxing World». В процессе работы над диском Таннебергер работал с певицей Хитер Нова, а также с Мишелем Крету, создателем проекта Enigma), в своё время оказавшим большое влияние на Таннебергера. Результатом работы стала композиция «Enigmatic Encounter» записанная за одну ночь на испанском острове Ивиса. В поддержку альбома ATB выпустил совместный сингл с братьями York «The Fields of Love». Также в состав альбома вошёл сингл «Let U Go» записанный в сотрудничестве с солисткой канадской рок-группы Wild Strawberries Робертой Картер Харрисон (англ. Roberta Carter Harrison). Был сделан ремикс на песню It’s a fine day

### Дорога к успеху (2001—2005)

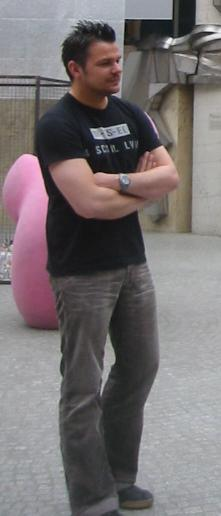
А. Таннебергер в городе Лодзь, Польша (2004)

28 января 2002 года вышел третий альбом «Dedicated», ставший переломным в творчестве ATB. Пластинка не имела коронной функции pitch bend (рус. поющая гитара), звучащая в синглах «9 PM (Till I Come)», «Don’t Stop», «The Summer», однако альбом всё равно добился отличных результатов, попав в TOP 20 немецких альбомов. В ноябре 2001 года вышел первый сингл «Hold You», записанный совместно с рок-группой Wild Strawberries. Сингл стал популярным и возглавил строчки хит-парадов. Следующая работа, кавер-версия композиции группы Olive, «You’re Not Alone» держалась на первом месте в немецком DJ-чарте 8 недель подряд и стала клубным суперхитом 2002 года.
ATB получил награду Echo, WDR 1 Lilve Krone в категории «лучший диджей». Кроме того, он был выбран на DJ Meeting 2002 в номинации best national producer и best national DJ. Работал с друзьями над новым альбомом Trance Allstars — «Synergy 2. The story continues», который вышел 12 августа 2002 года.
В течение следующего года шла запись нового альбома «Addicted to Music». Первый сингл — «I Don’t Wanna Stop» хоть и имел коммерческий успех, но в немецком танцевальном чарте поднялся лишь до четвёртой отметки. Ситуацию исправил второй релиз — «Long Way Home», который 4 недели подряд удерживался на первом месте того же чарта. В дополнение к альбому был выпущен DVD диск «Addicted to Music», содержащий не только полную видеографию и хит-синглы в формате качества 5.1, но и большой фильм о туре ATB в США, пропуск за кулисы, фотографии, тексты песен, интервью, тест на знание успехов ATB и много другого.
Осенью 2003 года Таннебергер записал компиляцию из своих любимых хитов. Она была выпущена на двух дисках и получила название «The DJ 1 In the mix». Осенью 2004 года вышла вторая часть «The DJ 2 In the mix». К выпуску компиляции был приурочен специальный тур.
28 мая 2004 года вышел пятый студийный альбом ATB — «No Silence». Он содержит композицию «Marrakech», изданную отдельным синглом и ставшую позже заглавной песней к триллеру «Охотники за разумом». Также для исполнения вокальных партий Таннебергер пригласил не только Роберту Харрисон, но и Тифф Лейси, она поёт в «Marrakech», «Ecstasy», «Here With Me»), Маделин Зеро, Кена Харрисона, мужа Роберты, и Michal the Girl. Параллельно с началом мирового тура в поддержку нового альбома, Таннебергер и его друзья основали собственную диджейскую школу SEAP.

### Seven Years 1998—2005
13 июня 2005 года вышел сборник лучших композиций Таннебергера плюс семь новых композиций — «Seven Years». В число новых работ вошла переработанная версия «Let U Go» с голосом бывшего гитариста-рокера, а транс-деятеля Яна Лёээля (нем. Jan Löehel), который спел в «Believe in Me», также вошедшем в «Seven Years». Появилась в сборнике и вторая часть «трилогии» — «Trilogy 2»; композиция с вокалом Николь МакКенна (англ. Nicole McKenna) — «Take Me Over», инструментальная работа «Far Beyond» и сингл «Humanity», записанный с Тифф Лейси. DVD-версия сборника содержала полную видео коллекцию Таннебергера, включая клипы «Believe in Me» и «Humanity», десяток фотографий, интервью о самой «семилетке», репортаж со съёмок клипа «I Don’t Wanna Stop» и эксклюзивную версию видео «Believe In Me». В 2005 году Танненберг женился на своей подруге Анне, а также по результатам голосования слушателей журнала DJ Mag, ATB занял 9 строчку в Топ 100.
В феврале 2006 года вышел сингл «Summer Rain» с вокалом Яна Лёээля. Сингл достиг 9 места в немецком хит-параде Deutche Club Chart. Выход нового альбома был приурочен к третьей части компиляции «The DJ 3 In the mix». Одновременно стартовал тур в её поддержку.
В конце лета ATB официально объявил, что начал работать над новым альбомом, получившим впоследствии название «Trilogy». Танненберг анонсировал релиз сингла «Justify». Изначально выпуск был запланирован на ноябрь, позже в новости, распространённой на официальном сайте, дата была изменена на апрель 2007 года — почти перед самым выходом нового седьмого альбома ATB. В феврале 2007 года руководство лейбла Kontor Records объявило о выпуске сингла под названием «Renegade», который был записан с Хитер Нова. Новый студийный альбом «Trilogy», содержащий 26 новых композиций, был выпущен 27 апреля 2007 года. Летом Танненберг объявил о конкурсе ремиксов на композицию «Desperate Religion», а также о выпуске второго сингла «Feel Alive» 27 июля.
21 декабря вышел сингл «Justify» в поддержку четвёртой части «The DJ In the mix». Данный сингл, как и все синглы в поддержку серии компиляций «The DJ», распространялся только в интернет-магазинах, в виде MP3 файла. 28 декабря выходит и сам альбом «The DJ 4 In the mix» на лейбле Kontor Records.
В середине весны 2008 года на пресс-конференции в Москве Танненберг заявил о начале работы над восьмым студийным альбомом.
На сервисе MySpace певица Аруна распространила новость, что работает с ATB над композицией для его нового альбома, релиз которого предположительно состоятся в сентябре. 5 мая на официальном форуме Танненберг подтвердил, что уже завершена первая клуб версия для нового сингла.

### С 2011
8 марта 2011 года Танненберг заявил, что ведёт работу над своим девятым студийным альбомом, который будет называться «Distant Earth». Альбом вышел 29 апреля 2011.
8 июня 2012 выпустил очередную компиляцию «Sunset Beach DJ Session 2». 24 марта 2013 года ATB объявил в ходе A State of Trance 600 в Майами на Ultra Music Festival, что планирует выпустить свой следующий альбом во второй половине 2013 года. В сентябре 2013 Танненберг сообщил, что он работает над последним треком альбома и что новый альбом будет состоять из 24 песен по традиции на 2-х CD (CD1 — танцевальная часть, CD2 — расслабляющая часть).
24 января 2014 года ATB выпустил 9-й свой альбом под названием «Contact» состоящий из 26 композиций.
10 февраля 2017 года Танненберг объявил, что его предстоящий десятый студийный альбом будет называться «Next». Альбом будет доступен в трех вариантах: стандартный двойной диск CD, Limited Edition Box и 12" двойной виниловый пакет.
Альбом «Next» был издан 21 апреля 2017 года и состоит из 25 композиций.

## SQ-1
SQ-1 — это сольный проект Танненберга, образованный после распада Sequential One.
Первым синглом, выпущенным под ником SQ-1, стала композиция «Can You Feel…». Спустя два месяца выходит ещё один сингл — «Music So Wonderful».
В 2000 году ремикс на «Music So Wonderful», сделанный самим Танненбергом, вошёл в сингл — «One, Two, Three». В конце 2001 года вышел последний сингл «Dance!», резко отличающийся по звучанию от предыдущих релизов SQ-1. Следующий — «Balare!» — закрыл главу проектов Sequential One и SQ-1.

## Дискография

### Альбомы Sequential One
| Информация |
| --- |
| Dance - Вышел: 6 июня 1995 - Лейбл: Rough Trade Germany - Номер в каталоге: RTD 175.3333.2 - Носители: CD, LP - Синглы: «Dance / Raving», «Let Me Hear You», «Here We Go Again», «Back To Unity», «Pump Up The Bass», «Happy Feelings», - Описание: Первый студийный альбом Андре. Эпоха рэйва и хэппи-хардкора. |
| Energy - Вышел: 29 июня 1998 - Лейбл: House Nation - Номер в каталоге: DST 085-70375.2 - Носители: CD - Синглы: «My Love Is Hot», «I Wanna Make You / Get Down», «Dreams», «Imagination», «Inspiration vibes» - Описание: Переход к евро-дэнсу. На этом альбоме уже можно уловить становление почерка ATB.       |
| Decades - Вышел: 18 августа 1999 - Лейбл: House Nation - Номер в каталоге: DST 085-70640.2 - Носители: CD - Синглы: «Angels / Moment In Atmosphere» - Описание: Переломный альбом-сборник, завершающий эпоху Sequential One. Выпущен для завершения контрактных обязательств с лейблом House Nation.             |

### Альбомы ATB
| Информация |
| --- |
| Movin’ Melodies - Вышел: 26 апреля 1999 - Лейбл: Kontor Records - Номер в каталоге: Kontor068 - Носители: CD, Cass - Синглы: «9 PM (Till I Come)», «Don’t Stop», «Killer» - Описание: Первый сольный альбом АТВ. Именно с альбома «Movin’ Melodies» многие открыли для себя творчество АТВ, этот альбом можно считать классическим в творчестве Андре.                                                                    |
| Two Worlds - Вышел: 6 ноября 2000 - Лейбл: Kontor Records - Номер в каталоге: Kontor122 - Носители: LP, CD - Синглы: «The Summer», «The Fields Of Love», «Let U Go» - Описание: Особенная идея «Two Worlds» заключается в сочетании танцевальной и в то же время расслабляющей музыки. |
| Dedicated - Вышел: 28 января 2002 - Лейбл: Kontor Records - Номер в каталоге: Kontor210 - Носители: CD - Синглы: «Hold You», «You’re Not Alone» - Описание: Пластинку можно охарактеризовать как более клубную. |
| Addicted To Music - Вышел: 28 апреля 2003 - Лейбл: Kontor Records - Номер в каталоге: Kontor310 - Носители: LP, CD, DVD - Синглы: «I Don’t Wanna Stop», «Long Way Home», «In Love With The DJ / Sunset Girl» - Описание: В «Addicted To Music» Андре демонстрирует как полноценные вокальные работы, так и инструментальные. После окончания композиции «Cabana Moon» спрятана скрытая песня Wild Strawberries «Ruby».    |
| No Silence - Вышел: 25 мая 2004 - Лейбл: Kontor Records - Номер в каталоге: Kontor380 - Носители: CD, DVD - Синглы: «Marrakech», «Ecstasy», «Here With Me / IntenCity» - Описание: Данный диск самый пик творчества и расцвет музыки Андре. Альбом выполнен миксом, переходы между композициями сопровождаются природными явлениями и звуками.                                                                            |
| Seven Years 1998-2005 - Вышел: 13 июня 2005 - Лейбл: Kontor Records - Номер в каталоге: K465 - Носители: CD, DVD - Синглы: «Believe In Me», «Humanity», «Let U Go (Reworked)» - Описание: Альбом/сборник в который вошли новые работы и лучшие работы за семь лет творчества. |
| Trilogy - Вышел: 27 апреля 2007 - Лейбл: Kontor Records - Номер в каталоге: Kontor595 - Носители: CD, DVD - Синглы: «Renegade», «Feel Alive / Desperate Religion», «Justify» - Описание: «Трилогия» построена по концепции «Two Worlds»: первый диск — танцевальная зона, второй — расслабляющая музыка. Однако первый диск совершенно не похож на второй диск из альбома «Two Worlds». Композиции стали более массовыми. |
| Future Memories - Вышел: 1 мая 2009 - Лейбл: Kontor Records - Номер в каталоге: K710, 0196962KON - Носители: CD, DVD, MP3 - Синглы: «What About Us / L.A. Nights», «Behind» - Описание: Аналогично «Trilogy» и «Two Worlds» альбом состоит из двух дисков, где первый диск содержит танцевальную музыку, а второй расслабляющую.                                                                                          |
| Distant Earth - Вышел: 29 апреля 2011 - Лейбл: Kontor Records - Номер в каталоге: - Носители: CD, DVD, MP3 |
| Contact - Вышел: 24 января 2014 - Лейбл: Kontor Records - Номер в каталоге: - Носители: CD, DVD, MP3 |
| Next - Вышел: 21 апреля 2017 - Лейбл: Kontor Records - Номер в каталоге: - Носители: CD, DVD, MP3 |

### Синглы Sequential One / SQ-1
| - 1993 — Dance / Raving - 1993 — Let Me Hear You - 1994 — Here We Go Again - 1994 — Back To Unity - 1995 — Pump Up The Bass - 1995 — Happy Feelings | - 1996 — Never Start To Stop - 1996 — My Love Is Hot - 1997 — I Wanna Make You / Get Down - 1997 — Dreams - 1998 — Imagination - 1998 — Inspiration Vibes | - 1999 — Angels / Moments In Atmosphere - 1999 — Can You Feel - 1999 — Music So Wonderful - 2000 — One, Two, Three - 2001 — Dance - 2002 — Balare |

### Синглы ATB
| - 1998 — 9 PM (Till I Come) - 1999 — Don’t Stop - 1999 — Killer - 2000 — The Summer - 2000 — The Fields Of Love - 2001 — Let U Go - 2001 — Hold You - 2002 — You’re Not Alone | - 2003 — I Don’t Wanna Stop - 2003 — Long Way Home - 2003 — Sunset Girl / In Love With The DJ - 2004 — Marrakech - 2004 — Ecstasy - 2004 — Here With Me / IntenCity - 2005 — Believe In Me - 2005 — Humanity | - 2005 — Let U Go (Reworked) - 2006 — Summer Rain - 2007 — Renegade - 2007 — Feel Alive / Desperate Religion - 2007 — Justify - 2009 — What about Us / L.A. Nights - 2009 — Behind - 2010 — 9 PM Reloaded | - 2010 — Could You Believe - 2011 — Twisted Love - 2011 — Gold - 2011 — Move On - 2011 — Apollo Road - 2012 — Never Give Up - 2012 — In And Out Of Love - 2014 — Face To Face - 2014 — When It Ends It Starts Again - 2014 — Raging Bull - 2015 — Flash X - 2017 — Connected - 2017 — Pages - 2017 — Never Without You |

### Компиляции
| - 2003 — The DJ 1 In the mix - 2004 — The DJ 2 In the mix - 2006 — The DJ 3 In the mix - 2007 — The DJ 4 In the mix - 2010 — The DJ 5 In the mix - 2010 — Sunset Beach DJ Session - 2010 — The DJ 6 In the mix - 2012 — Sunset Beach DJ Session 2 - 2016 — Under The Stars |

### DVD-издания
| - 2003 — Addicted To Music - 2004 — No Silence - 2005 — Seven Years - 2007 — Trilogy - 2009 — Future Memories - 2011 — Distant Earth |

## Вокалисты и вокалистки
Ниже приведён полный список людей, участвовавших в записи вокальных партий для альбомов ATB от момента начала сольного творчества в 1998 году по нынешнее время.
| Альбом                | Имя / Композиция |
| Movin’ Melodies       | - Yolanda Rivera — «9 PM (Till I Come)», «Don’t Stop» - Drue Williams — «Killer» |
| Two Worlds            | - André Tanneberger — «See U Again», «The Summer», «The Fields Of Love» - Heather Nova — «Love Will Find You», «Feel You Like A River» - Roberta Carter Harrison — «Let U Go» |
| Dedicated             | - Roberta Carter Harrison — «Hold You», «You’re Not Alone», «Let U Go», «Hero», «I Wanna Cry» |
| Addicted To Music     | - Roberta Carter Harrison — «In Love With The DJ», «I Don’t Wanna Stop», «Everything Is Wrong», «Long Way Home», «We Belong», «Break My Heart», «Do You Love Me» |
| No Silence            | - Tiff Lacey — «Marrakech», «Ecstasy», «Here With Me» - Michal The Girl — «Autumn Leaves» - Madelin Zero — «Black Nights», «Collides With Beauty», «Eternal Swells» - Ken Harrison — «Sun Goes Down» - Roberta Carter Harrison — «After The Flame», «Wait For Your Heart» |
| Seven Years 1998—2005 | - Tiff Lacey — «Humanity», «Here With Me», «Ecstasy», «Marrakech» - Jan Löehel — «Let U Go (2005 Reworked)», «Believe In Me» - Nicole McKenna — «Take Me Over» - Roberta Carter Harrison — «In Love With The DJ», «Long Way Home», «I Don’t Wanna Stop», «You’re Not Alone», «Hold You», «Let U Go» - André Tanneberger — «The Fields Of Love», «The Summer» - Drue Williams — «Killer» - Yolanda Rivera — «Don’t Stop», «9 PM (Till I Come)» |
| Trilogy               | - Jennifer Karr — «Justify» - Karen Ires — «Desperate Religion» - Heather Nova — «Renegade», «Stars Come Out», «Made Of Glass» - Jan Löehel — «Feel Alive», «Better Give Up», «The Chosen Ones» - Jeppe Riddervold — «These Days», «Some Things Just Are The Way They Are» |
| Future Memories       | - Jan Löehel — «What about us», «Communicate» - Roberta Carter Harrison — «Swept away» - Betsie Larkin — «A new day» - Tiff Lacey — «My everything», «Still here», «Missing» - Haley — «Gravity» - Giuliana Fraglica — «Behind» - Aruna — «My saving grace» - André Tanneberger — «Terra 260273» |
| Distant Earth         | - Cristina Soto — «When It Ends It Starts Again», «Straight to the Stars» - JanSoon — «Gold», «Be like you», «Move on» - Sean Ryan — «All I need is you», «Killing me inside» - Melissa Loretta — «If it’s love», «Heartbeat», «White letters» - Kate Louise Smith — «Where you are», «Moving backwards» - Fuldner — «This is your life» |
| Contact               | - Sean Ryan — «When It Ends It Starts Again», «Straight to the Stars» - JanSoon — «Now Or Never», «What Are You Waiting For» - Boss & Swan — «Raging Bull», «Beam Me Up», «Walking Awake» - JES — «Together», «Hard To Cure», «Right Back To You» - Stanfour — «Face To Face» - Taylr — «Everything Is Beautiful» - Tiff Lacey — «Still Here (АТB Гимн 2014 вариант)» - Vanessа — «Arms Wide Open»                                            |